# Велика Чучель

Велика Чучель на мапі району Бабуган-яйли

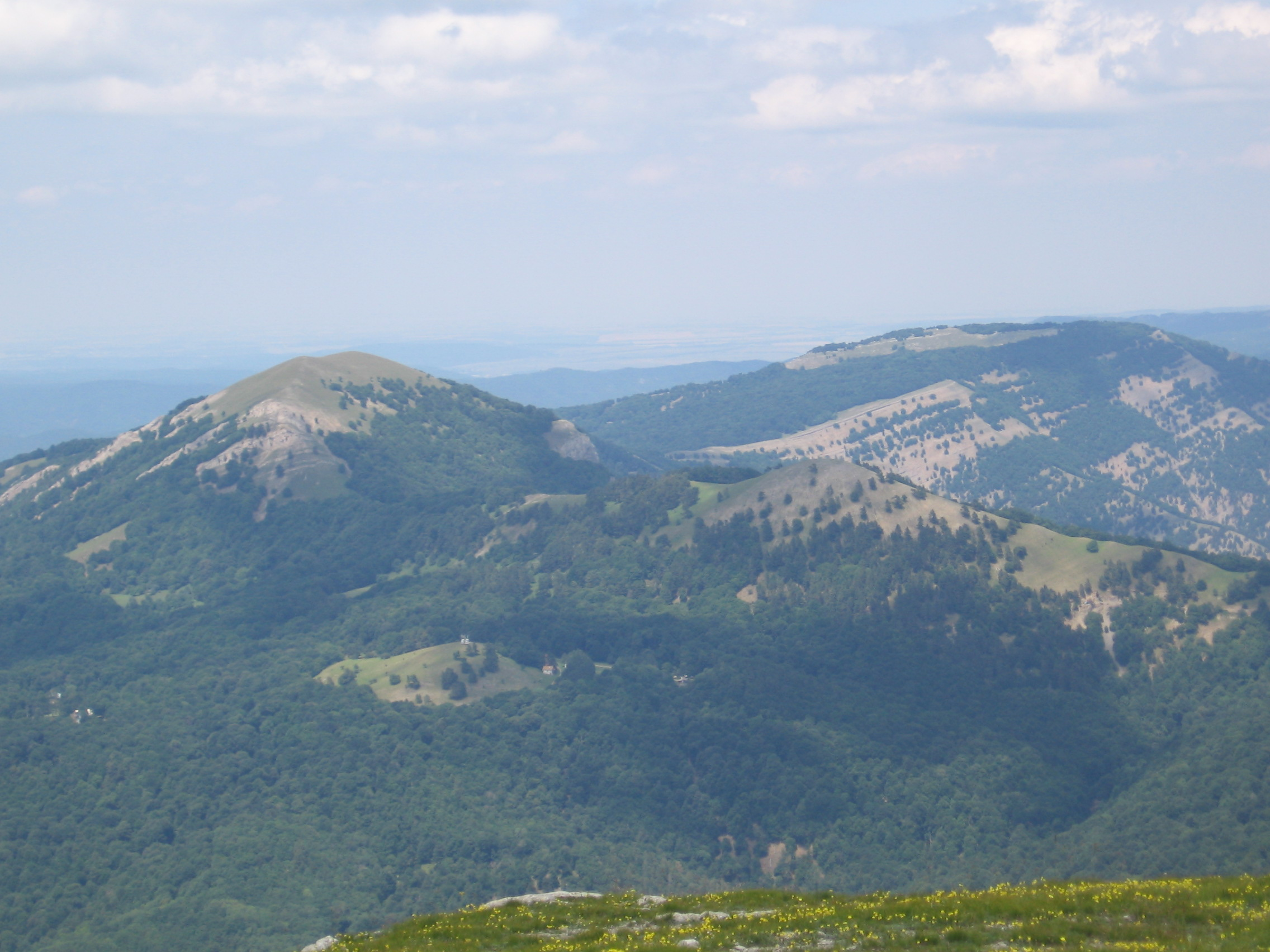
Зліва направо: Велика Чучель, Мала Чучель, Чучельський перевал. Світлина з гори Роман-Кош

Велика Чучель (крим. Büyük Çuçel), Цюцюль гора, Чучелі, Чучель — трапецієподібна або конічна гора (в різних ракурсах) у складі гірського хребта Синап-Даг у Криму. Вершина гола, під нею лісисті схили, місцями перекреслені світлими скельними поясами. Розташована у середній частині хребта Синап-Даг, між горами Мала Чучель і Берилан-Кош. Висота 1390 м.
На південно-західній стороні від гори бере початок річка Чуін-Елга.